# فوجیتک
فوجیتک (انگلیسی: Fujitec) شرکت تجهیزات ترابری ژاپنی است، که در سال ۱۹۴۸ تأسیس شد.